# Los doce del patíbulo (serie de televisión)
Dirty Dozen, The Series es una serie de televisión hispano-estadounidense. Fue producida por la Metro Goldwyn Mayer / United Artist, Jadran Films y Televisión Española para la cadena norteamericana Fox, que la emitió en 1988. En España fue emitida por La 1 los domingos a las 19.30 de abril a junio de 1990.
La serie protagonizada por Ben Murphy es otra secuela más de la película de Robert Aldrich Los doce del patíbulo. La serie acabó siendo un rotundo fracaso en el país anglosajón llevando a un pleito entre MGM y UA contra la Fox que se negó a pagar más episodios tras el fracaso de los primeros siete.